# Shaohao
Shaohao (少昊; Shǎohào) eller Di Zhi eller Kejsar Zhi  帝摯 (帝挚; 帝摯; Dì Zhì) var en av fem kejsare i kinesisk mytologi.
Olika legender beskriver att Shaohao både efterträdde kejsar Ku och härskare Fuxi.
En del källor beskriver Shaohaos regenttid som mycket kort medan andra källor beskriver en regenttid på 84 år.